# Anthophora megarrhina
Anthophora megarrhina là một loài Hymenoptera trong họ Apidae. Loài này được Cockerell mô tả khoa học năm 1910.